# Acanthaphritis
Acanthaphritis és un gènere de peixos de la família dels percòfids i de l'ordre dels perciformes.

## Etimologia
Acanthaphritis prové dels mots grecs akantha (espina) i phritto, phisso (eriçar).

## Distribució geogràfica
Es troba al Pacífic occidental: des del sud del Japó, Corea del Nord i Corea del Sud fins a Taiwan
, Indonèsia i el nord-oest d'Austràlia.

## Taxonomia
- Acanthaphritis barbata (Okamura & Kishida, 1963)[19]
- Acanthaphritis grandisquamis (Günther, 1880)[20]
- Acanthaphritis ozawai (McKay, 1971)[21]
- Acanthaphritis unoorum (Suzuki & Nakabo, 1996)[22][23][24][25][26][27][28][29][30][31]

### Cladograma
| Acanthaphritis | \| \| Acanthaphritis barbata \| \| \| \| \| \| Acanthaphritis grandisquamis \| \| \| \| \| \| Acanthaphritis ozawai \| \| \| \| \| \| Acanthaphritis unoorum \| \| \| \| |
|                | \| \| Acanthaphritis barbata \| \| \| \| \| \| Acanthaphritis grandisquamis \| \| \| \| \| \| Acanthaphritis ozawai \| \| \| \| \| \| Acanthaphritis unoorum \| \| \| \| |
|                | Bembrops |
|                | |
|                | Chrionema |
|                | |
|                | Dactylopsaron |
|                | |
|                | Enigmapercis |
|                | |
|                | Hemerocoetes |
|                | |
|                | Matsubaraea |
|                | |
|                | Osopsaron |
|                | |
|                | Percophis |
|                | |
|                | Pteropsaron |
|                | |
|                | Squamicreedia |
|                | |
|                | Acanthaphritis barbata |
|                | |
|                | Acanthaphritis grandisquamis |
|                | |
|                | Acanthaphritis ozawai |
|                | |
|                | Acanthaphritis unoorum |
|                | |

|  | Acanthaphritis barbata       |
|  |                              |
|  | Acanthaphritis grandisquamis |
|  |                              |
|  | Acanthaphritis ozawai        |
|  |                              |
|  | Acanthaphritis unoorum       |
|  |                              |